# 8881 Prialnik
8881 Prialnik è un asteroide della fascia principale. Scoperto nel 1993, presenta un'orbita caratterizzata da un semiasse maggiore pari a 2,7295499 UA e da un'eccentricità di 0,0297218, inclinata di 4,94540° rispetto all'eclittica.